# شهرستان شیانگیون
شهرستان شیانگیون (به لاتین: Xiangyun County) یک شهرستان‌های جمهوری خلق چین در چین است که در ولایت خودمختار دالی بای واقع شده‌است. شهرستان شیانگیون ۲٬۴۹۸ کیلومتر مربع مساحت و ۴۵۰٬۰۰۰ نفر جمعیت دارد.